# 期待権
期待権（きたいけん）とは、特定の状況下において特定の結果を期待することそのものを権利として定義した法律用語である。

## 日本における議論

### 定義
日本法においてこの権利は制定法により定義がなされているものではなく、権利の認められる範囲や、個々の権利がどの程度までの法的保護を受けるかは明確ではない。一般的には、「ある一定の事実が存在する場合に、その事実から予測される法律上の利益が将来的に発生することを期待できるとする権利」のように解釈されている。

### 期待権が訴訟で争われた事例

#### 医療現場での期待権
医療訴訟においては、「適切な診療が行われれば救命された（後遺症を残さなかった）相当程度の可能性がある」と判断された事例で、適切な治療が行われることへの期待権侵害を認めた事例が複数存在する。

#### 報道内容に対する期待権
2001年（平成13年）にNHKが放送したドキュメンタリー番組に関して、取材にあたった孫請け会社が約束した内容に反して一部取材内容をカットして番組を作成したことにより、取材元である市民団体（『戦争と女性への暴力』日本ネットワーク（バウネットジャパン）） の期待権を侵害したと認めた事例が存在する（旧日本軍の「従軍慰安婦」問題を特集したNHK番組改変問題）。
もっとも、2008年（平成20年）6月12日の最高裁判決は、放送事業者等から放送番組のための取材を受けた者が、取材担当者の言動等によって当該取材で得られた素材が一定の内容、方法により放送に使用されるものと期待し、信頼したが、放送された番組の内容が取材担当者の説明と異なるものとなった場合は原則としてその期待は法律上保護されるものではないとして否定した。例外的に期待権が認められる場合として、取材対象者に取材に応じることにより格別の負担が生じ、そのことを取材担当者が認識した上で必ず一定の内容、方法により放送することを説明し、その説明が客観的にみても取材対象者が取材に応じる意思を形成する原因となった場合にのみ認められ、その場合でも当初の説明と異なる場合がやむを得ない事情の場合は不法行為責任は認められないとするなど、限定的にしか認められないこととなっている。

#### 就職活動の内々定に対する期待権
就職活動において、就職協定や日本経済団体連合会（経団連）による「新規学卒者の採用選考に関する企業の倫理憲章」（通称：倫理憲章）や「採用選考に関する指針」（通称：採用選考指針）で定められた正式な内定日である特定の期日の前に採用サイドが内々定を出すことがあるが、採用サイドが内々定を取り消すことについて、就活生にとって採用内定が確実であると期待すべき段階で、合理的な理由なく内定通知をしない場合は、期待権侵害として不法行為を構成するとする。

### 期待権に関連した議論
2005年（平成17年）12月8日最高裁判決（東京拘置所内での脳梗塞発症の事例）の補足意見にて、判事の才口千晴は「『（拘置所内で勾留中の）患者が適時に適切な医療機関へ転送され，同医療機関において適切な検査，治療等を受ける利益』を侵害されたことを理由として損害賠償責任を認める反対意見には，同調することができない」とし、「（期待権に基づく賠償を認めるべきとした）反対意見は、実定法に定めのない『期待権』という抽象的な権利の侵害につき、不法行為による損害賠償を認めるものであるから、医師が患者の期待権を侵害すれば過失があるとされて直ちに損害賠償責任が認められ、賠償が認められる範囲があまりに拡大されることになる」と述べ、純粋な期待権による損害賠償を認めるべきではないと指摘した。
期待権の侵害は医療訴訟においてしばしば問題となるが、患者が抱く過剰に高い期待に応えられなかったとして期待権侵害が認められる場合があることや、司法が賠償責任を認める際の根拠となる「生存していた相応程度の可能性」などの司法的判断が臨床上の常識的判断よりも過大に見積もられることが少なくないことに対し、医師をはじめとする医療従事者からは「公平性を著しく欠いている」という反発が根強い。
2011年2月25日最高裁判所第二小法廷判決において、「患者が適切な医療行為を受けることができなかった場合に、医師が、患者に対して、適切な医療行為を受ける期待権の侵害のみを理由とする不法行為責任を負うことがあるか否かは、当該医療行為が著しく不適切なものである事案について検討し得るにとどまるべきものである」と判断するに至っている。

## ドイツの場合
期待権（Anwartschaft、アンヴァーツシャフト）とは、まだ完全に条件が満たされていない権利を取得するための、法的に担保された、一般的に取り消し不能な見込みのことであるとされる。

### 私法
民法では、期待権者の地位が非常に強固なものとなり、権利の取得が権利者の行為によってのみ決定され、この法的地位が第三者によって妨げられなくなった場合に、期待権という。形式的に言えば、複数の行為からなる取得プロセスの多くの部分がすでに実施され、取得の最終的な実現が取得者の意思のみに依存する場合、期待権は存在する。例えば、割賦購入の場合、購入者は、割賦金を支払うことによって、購入した商品の所有権の期待権を取得する。最後の分割払いが支払われると、所有権の期待権はその商品の所有権に変わる（期待権は完全な権利となる）。
受給権という用語は、年金均等法に基づく年金均等化においても役割を果たしている。
企業年金制度（betrieblichen Altersversorgung）では、（非）没収可能な既得権（BetrAVG第2条）を指す。

### 公法
公法上、受給権という言葉は今日、公務員の退職年金と遺族年金に関して使われている。
社会保険法（Sozialversicherungsrecht）では、保険料の支払いは保険給付の権利を確立する。したがって、法定年金保険制度（gesetzliche Rentenversicherung）に納付することにより、強制被保険者または任意加入被保険者は、憲法上の財物保護を享受する年金受給権を取得する（ドイツ連邦共和国基本法 第14条）。

### 歴史に見る期待権
君主制の憲法では、アンヴァーツシャフトは継承権、後継者という意味であり、それ以前の封建制度では、譲り受けの請求権や約束という意味であった。例えば、1648年のヴェストファーレン条約では、ブランデンブルク選帝侯はマクデブルク大司教領にアンヴァーツシャフトを与え、1599年のプラハ条約では、オーストリアは、ヴュルテンベルク公国とテック公国に、男系が途絶えた場合にオーストリアはこの土地を取得する権利が与えられるアンヴァーツシャフトを留保したが、これは実現しなかった。

## イギリスの場合
英国法では、機会損失として議論される。機会損失とは不法行為および契約において生じる因果関係の特定の問題を指す。この法律は、被告の契約違反または過失を目的とした注意義務違反により、原告が利益を得る機会および/または損失を回避する機会を奪われた場合、原告または第三者に影響を与える仮説的な結果を評価するよう求められる。この目的のため、損害賠償は通常、原告の期待損失を補償することを意図している（代替的な根拠として、原状回復および信頼がある）。一般的な規則として、機会損失は、その機会が契約で約束されていたものである場合、補償の対象となるが、不法行為法では一般的にそうではない。これまでのほとんどの事例は、公衆衛生システムにおける医療過失に関するものであった。

### 契約の場合

#### 救済措置
契約の場合、裁判所は通常、合意された内容の履行を確保することに関心を持つ。当事者の一方が、相手方の違反の結果として損失を被ろうとしている、または被った場合、裁判所は、履行に関する当事者の期待に現実的な保護を提供する（場合によっては、差止命令または特定履行の使用が適切である）。当事者が、違反に起因する損失（例えば、失望、評判への損害など、非金銭的または無形の損失を含む可能性がある）を被ったことを証明する場合、損害賠償の目的は、金銭でできる限り、請求者を契約が履行された場合と同じ状況に置くことである。従って、損失を算定するための最も適切な基準は、契約書に記載された契約の経済的可能性を検討することである。これによって、請求者が何を得ることを期待していたかを測ることができ、違反によって失われたものを定量化することができる。
裁判所が違反の後に実際に何が起こったかを知っている場合、1903年のBwllfa and Merthyr Dare Steam Collieries (1891) Ltd. v. Pontypridd Waterworks Co.の判例に由来するBwllfaの原則は、損害賠償の評価は、契約が合意された時点で予想された経済的可能性だけでなく、実際に起こったことを考慮に入れるべきであるというものである。マクナフテン卿は、この事件の判決の中で次のように述べた：
（仲裁人は）既成事実となった問題について、なぜ推測に耳を傾けなければならないのか。 計算できるのに、なぜ推測しなければならないのか。 目の前に光があるのに、なぜ目を閉じて暗闇の中を彷徨わなければならないのか。

#### 公共政策
公共政策として、この法律は紛争に関わるすべての当事者の合理的な期待を尊重することを目的としている。したがって、基本的なアプローチは、可能な限り契約の有効性を維持することである。そのため、不利な契約を締結してしまった人々に対しては、一般的な保護は提供されない。すべての当事者は、自らの意思で締結した契約の実際の結果を受け入れなければならない（契約の自由を参照）。契約違反があった場合でも、裁判所は「有罪」の当事者に罰則を科すことはない（Addis v Gramophone Co Ltd [1909] AC 488を参照。これは、純粋に契約上の訴訟における懲罰的または懲罰的損害賠償の裁定を禁じるもの）。また、Attorney General v Blake [2000] 3 WLR 635 のように、違反が例外的な場合を除いて、他者の犠牲のもとで得た利益をすべて剥奪することもない。この判例は、通常の救済措置が不十分な場合の契約違反に対する利益計算の返還救済措置という、まったく新しい契約上の救済措置を生み出したように見える。標準的な救済措置は損害賠償であり、通常は請求者のみに適用され、請求者の騙されやすさや無知につけ込んだことに対する相手方へのいかなる種類のペナルティも反映されない。この法律では、交渉力の不均衡から不公平が生じる可能性があることも認められており、不当な免責条項についても言及している。

#### 因果関係
損害賠償額の算定における最大の難関は、因果関係の問題である。非常に仮説的な可能性に依存している場合、遠隔性は請求を無効にする。マクレー対英連邦廃棄物処理委員会事件では、同委員会は噂を頼りに、指定された場所に座礁していると思われる石油タンカーを引き揚げる権利をマクレーに売却した。残念ながら、そのタンカーは実在しなかった。同委員会は、目的物の存在について共通の錯誤があったため、この契約は無効であると主張したが、裁判所は、同委員会が「彼らが主張していることを確認する手段を講じず、存在した『錯誤』は、彼ら自身の罪深い行為によって誘発されたものである」と指摘した。マクレーは、存在しない難破船を探すために浪費した。引き揚げの成功によって期待された利益の損失に対する彼の請求は、あまりにも推測の域を出ないとして棄却されたが、浪費された費用に対する信頼損害賠償は認められた。とはいえ、裁判所は推測する用意がある。チャップリン対ヒックス (1911) 2 KB 786では、被告は契約違反により、請求者が美人コンテストの最終ステージに参加することを妨害した。請求者は、コンテストで優勝する可能性の25％と評価され、機会損失に対する損害賠償を与えられた。裁判所は、（あたかも彼女が宝くじに当選したかのように）当選確率を統計的に判断したのであって、彼女の身体的特徴を特定の美の基準に照らして実際に評価したわけではない。
しかし、アライド・メイプルズ・グループ社対シモンズ＆シモンズ社[1995] 1 WLR 1602は、チャップリン対ヒックス を一部制限している。事務弁護士の過失により、請求人はより良い交渉をする機会を奪われた。。控訴院は、依頼人が蓋然性の均衡において以下のことを証明できる場合、次のように判示した： (a)第三者との再交渉を求めたであろうこと、(b)第三者からより良い取引を交渉する可能性が相当程度あったこと（確率の均衡上、必ずしも交渉していたとは限らない）。Stuart-Smith判事は1611頁で、「機会損失」アプローチを受け入れ、「原告の損失は、原告による行為に加えて、あるいはそれとは無関係に、第三者の仮定の行為に依存する」とした。このように損失を定量化する方程式に第三者が含まれることは、すべての損失請求事件の一般的な前提条件と見なされる可能性があったが、Gregg v. Scott [2005] UKHL 2のNicholls卿は、「Stuart-Smith判事は、これが偶然の損失が訴訟可能な損害を構成する可能性のある状況についての正確な、あるいは網羅的な記述であることを意図していなかったことは明らかであり、彼の見解はそれほど理解されていない」と述べた。
バンク・オブ・クレジット・アンド・コマース・インターナショナルSA対アリ [2002] 1 AC 251では、バンク・オブ・クレジット・アンド・コマース・インターナショナルSA対アリ（BCCI）によって余剰人員となった従業員が、通常の法定の支払いを請求し、ACASの庇護の下、「BCCIに対して存在する、または存在する可能性のある、あらゆる性質の請求の完全かつ最終的な解決として」金額を受け入れるという合意書に署名した。貴族院は、BCCIの破綻後、同行の事業のかなりの部分が不正に運営されていたことが明らかになり、従業員が同行に勤務していたことで汚名を着せられたことが判明した場合、この除外条項は従業員が契約を再開することを妨げるものではないと判示した。当事者は免責同意書に署名したとき、不利益と汚名に関する損害賠償請求の可能性が現実的にあるとは考えられなかった。従って、当事者は、免責がそのような請求に適用されることを意図したものではないと主張した。しかし、それ以前の損害賠償請求訴訟では、因果関係、遠隔性、損害賠償請求者の損失軽減義務という制限原則がもたらす手ごわい現実的障害が克服できないことが証明された。1999年、ライトマン裁判官は、BCCIの元従業員が起こした369件の訴訟のうち、代表的な5件の裁判を行った。彼らの失業が汚名に起因するものであることを証明できた者は一人もいなかった。実際、差別禁止法の適用を受け、雇用予定者は面接に来た人を雇用する義務は特にない。ライトマン判事によって審理された事件のうち4件は、1991年の銀行破綻時に清算人によって解雇された従業員に関するものであったようだ。1990年に余剰人員となった従業員たちは、汚名を着せられる前の1年間は職を見つけることができなかったにもかかわらず、失業の理由が汚名に起因するものであることを説明しなければならないという新たなハードルに直面した。
この文脈において、ジョンソン（A.P.）対ユニシス [2001] UKHL 13は、解雇に起因する名誉毀損や精神的傷害に対する訴えを妨げる可能性のあるアディス対グラモフォン [2001] UKHL 13の解釈を否定しているが、因果関係については手強い証拠上の困難があることを確認している： 例えば、従業員は、自分の精神状態が、解雇の事実ではなく、解雇の方法によって引き起こされたことをどのように証明するのだろうか。より一般的には、この判例は、契約条件違反の請求は、不当解雇の請求を行うための法定前提条件を回避するために使用することはできないとしている。最近、ハーパー対ヴァージンネット[2004] EWCA Civ 271において、控訴裁判所は、略式解雇された従業員は、不当解雇の請求を開始する機会の損失に対する損害賠償請求を提起することはできないと判断した。契約書に規定された最低3ヶ月の解雇予告期間を満たしていれば、不当解雇を訴えることができたはずである。しかし、解雇予告に関するこの条項の違反があったにもかかわらず、損害賠償を請求する機会が失われたわけではない。また、契約期間違反を理由とする訴訟は、実際に勤務する最低期間を規定した議会の意図を否定するために使用することはできない。

### 過失の場合
不法行為による損害賠償は、既存の期待（例えば、収入能力や事業利益）を保護することができるが、注意義務違反から利益を得ることはできない。したがって、損害賠償の尺度は、注意義務違反を被ったことによって請求者が「より悪くならない」ことを保証することである。それぞれの場合において、請求者は蓋然性の均衡において訴因を証明しなければならない。この目的のために、裁判所は過失がなかったらどうなっていたかを推測する必要がある。多くの場合、たとえすべてが計画通りに進んでいたとしても、損失や損害は生じていたかもしれない。しかし、長期的な損失や損害が発生しない可能性も常にあったかもしれない。例えば、ある人が既に怪我をして病院に行ったとする。治療における過失の唯一の影響は、患者が完治の可能性を失うこと、すなわち、単に脅かされていたことが避けられなくなることかもしれない。従って、医師の業務上の過失により病気や怪我からの回復の可能性が減少した患者の訴えは、適切な治療があれば回復の可能性が50％を超えていたことを立証できなかった場合には、失敗に終わっている。Gregg v. Scott [2005] UKHL 2; [2005] 2 WLR 268では、診断の遅れにより非ホジキンリンパ腫から10年間生還する可能性が42％から25％に減少した男性が、その可能性が既に50％を下回っていたため、その遅れにより立場が悪化したとして損害賠償を請求できなかった。このケースは、原告がまだ生存していた時点で、長期の遅延の後に裁判所に提訴されたという事実によって複雑なものとなった。判決では、このことが原告の主張の重大な弱点として挙げられた。確率の均衡テストを満たすためには、因果関係を立証するために生存の可能性が50％以上なければならないというのが原則である。しかし、オーストラリアのいくつかの州では、医療過誤訴訟において機会損失の請求が認められている。そのアプローチでは、患者は25％の生存確率よりも42％の生存確率を望むと主張する。過失がその割合を減少させるのであれば、常識的な司法は、生存の可能性が50％あったかどうかに関する専門家の意見に基づいて請求を受け入れるか否かを白黒つけるアプローチを拒絶し、機会損失を表すために軽減された損害賠償を提供することを好む。
経済的損失の場合、請求者は通常、失われた機会を回復することはできないという規則が修正される。Kitchen v. Royal Air Force Association [1958] 2 All ER 241では、ある弁護士が死亡事故に関して制限期間内に令状を発行しなかった。遺族は損害賠償を請求することができなかったため、損害賠償を請求した。損害が事務弁護士の過失によるものであることは疑いなく、唯一の争点は請求額の算定であった。請求人は裁判に勝てなかったかもしれず、したがって何も失わなかったかもしれない、というのが事務弁護士側の主張であったが、裁判所は、遺族はチャンスを失ったのであり、これは貴重な権利であるから、補償されるべきであるとした。同様に、Stovold v. Barlows (1996) PNLR 91では、業者の代理人である事務弁護士が、権利証を買主に送付する適切なシステムを使用しなかった。その結果、原告は不動産を高値で売却する機会を失った。しかし裁判所は、書類が期限内に到着していたとしても、購入者は別の不動産を購入した可能性があるとし、損害賠償額は50％減額された。ファースト・インターステート・バンク・オブ・カリフォルニア対コーエン・アーノルド・アンド・カンパニー（First Interstate Bank of California v Cohen Arnold & Co.） (1996) PNLR 17では、請求銀行は、過失により顧客の純資産を過大に記載した被告会計士の顧客に資金を融資していた。その後、銀行は融資残高に懸念を抱くようになったが、被告会計士による説明を信頼し、融資の実行を遅らせた。不動産を市場に出すのが遅れた結果、得られた価格は145万ポンドとなったが、銀行はもっと早い時期に売却すれば300万ポンドを実現できたと主張した。控訴裁判所は、「過失がなければ」実際に300万ポンドの66.66%で売却できたと仮定し、そのチャンスを66.66%と評価した。
商事事件では、損害賠償は請求者が求めたであろう結果ではなく、請求者が失った経済的機会に対して評価される。損害賠償請求者は、関連する利益を得るため、あるいは関連するリスクを回避するために行動を起こしたであろうことを、蓋然性の均衡において証明しなければならない。これが立証されれば、請求者は失った機会が現実的または実質的であったことを証明すればよい。Coudert Brothers v. Normans Bay Ltd. (formerly Illingworth, Morris Ltd.) [2004] EWCA Civ 215において、裁判所は先の2つの判例（Allied Maples Group Ltd v Simmons & SimmonsおよびEquitable Life Assurance Society v Ernst & Young (2003) EWCA Civ 1114）を再検討した。請求者のNormans Bay Ltd.は、1993年にロシアの会社Bolshevichkaの株式49％の入札においてCoudert Brothersの助言を受けたが、投資は失敗に終わった。NBLは、クーデルトの過失が「なければ」入札は存続していたと主張した。一審判決でバックレー裁判長は、その存続の可能性を70％と評価した。先行判例は、機会損失の請求には、確率の均衡において以下の証明が必要であることを立証している：
1. 請求者は評価請求の対象である利益を確保しようとしたはずである。
2. 請求が第三者の仮定の行為に依存している場合、例えば、美人コンテストの審査員が請求者に賞を与えたかどうかという場合、請求者は、投機的または空想的な機会とは対照的に、現実的または実質的な機会を失ったことになる。

この両方が証明された場合、裁判所は失われたチャンスを評価しなければならない。そのチャンスが低いものであった場合、裁判所はそのチャンスの価値の低いパーセンテージの損害賠償を与え、そのチャンスが高い確率で成功するものであった場合、高いパーセンテージの損害賠償を与える。控訴審では、賠償額は40％に減額された。裁判所はまた、自らの過失が因果関係の連鎖を断ち切ったというクーデター社の主張を退けた。なぜなら、そのような主張を認めることは、当事者が自らの不法行為から利益を得ることを認めることになるからである。

### 他の法域では
機会損失の法理は、他の地域ではさまざまな評価を受けている。
米国では、24の州が機会喪失の原則を採用し、17の州がこれを否定し、4つの州が判断を先送りし、5つの州がまだこの問題を取り上げていない。機会喪失の原則を否定する米国の州裁判所の一般的な批判は、機会喪失の原則が通常の立証責任の緩和を意味し、不法行為責任の大幅な転換を意味するものであり、州議会に委ねるのが最善であるというものである。テキサス州最高裁はさらに、失われた機会が医療過誤の文脈で適用されるのであれば、法律過誤の原告の主張である、稚拙な弁護活動による裁判での勝利の機会の喪失や、起業家の主張である、他人の行為による失敗した新規事業の成功の機会の喪失に適用されるべきではないだろうかという、滑りやすい坂道を作る危険性を指摘している。テキサス州最高裁はこの学説を否定するにあたり、次のように結論づけている：
「われわれは、ヒーリング・アートについて、その施術者に他の過失行為者よりも、可能性はあるが起こりうる結果に対してより大きな責任を負わせるような特殊性はないと考える」。
カナダにおいても、偶然性の喪失の原則は裁判所によって敵意をもって受け止められている。

### 日本
- 大島和夫 著、前田達明 ほか 編『条件理論と期待権』成文堂〈民事法理論の諸問題 : 奥田昌道先生還暦記念 上巻〉、1993年5月。
- 古積健三郞 著、前田達明 ほか 編『従物上に存する複数の担保権の優劣関係』成文堂〈民事法理論の諸問題 : 奥田昌道先生還暦記念 下巻〉、1995年7月、221-274頁。
- 高波澄子『患者の「期待権」侵害についての一考察 : 診療債務の特定から考える医師の責任と患者の保護法益』博士論文、1999年。
- 大島和夫『期待権と条件理論』法律文化社、2005年9月。ISBN 4589028603。

### ドイツ
- 法務省『ドイツ住居所有権法』法務省。日本国法務省がドイツの事例を紹介したもの。

### 英国
- A Burrows, "No Restitutionary Damages for Breach of Contract' (1993) L.M.C.L.Q.R. 453.
- P Cane, Atiyah’s Accidents, Compensation and the Law (6th edn CUP 1999) ISBN 0-521-60610-1
- S Deakin, A Johnston and BS Markesinis, Markesinis and Deakin's Tort Law (Clarendon 2003) ISBN 0-19-925712-4
- MP Furmston, GC Cheshire and CHS Fifoot, Cheshire, Fifoot and Furmston's Law of Contract  (LexisNexis 2001) ISBN 0-406-93058-9
- H. L. A. Hart and A. M. Honoré Causation in the Law  (Clarendon 1985)
- E McKendrick, "Breach of Contract and the Meaning of Loss" (1999) CLP 53.
- C Mitchell, "Remedial Inadequacy in Contract and the Role of Restitutionary Damages" (1999) 15 J.C.L. 133.
- WVH Rogers, Winfield and Jolowicz on Tort (Sweet & Maxwell 2008) ISBN 0-421-76850-9
- RH Sturgess, 'The “Loss of Chance” Doctrine of Damages for Breach of Contract' (2005) Bar Journal Vol. 79(9) 29.
- GH Treitel, Treitel on the Law of Contract (Sweet & Maxwell 2003) ISBN 0-421-78850-X
- T Weir, Tort Law  (OUP 2002) ISBN 0-19-924998-9